# کریس چیتل
کریس چیتل (انگلیسی: Chris Chittell؛ زادهٔ ۱۹ مهٔ ۱۹۴۸) بازیگر اهل بریتانیا است. وی از سال ۱۹۶۴ میلادی تاکنون مشغول فعالیت بوده‌است.
از فیلم‌هایی که وی در آن‌ها نقش داشته‌است، می‌توان به به آقا، با عشق، اگر....، آخرین دره، غازهای وحشی، متجاوزان اشاره نمود.